# Tetraopes discoideus
Tetraopes discoideus är en skalbaggsart som beskrevs av Leconte 1858. Tetraopes discoideus ingår i släktet Tetraopes och familjen långhorningar.
Artens utbredningsområde är:
- El Salvador.
- Guatemala.
- Honduras.

Inga underarter finns listade i Catalogue of Life.